# 보리울의 여름
보리울의 여름은 2003년 상반기에 개봉된 대한민국의 영화이다.

## 배역
- 장미희 : 원장 수녀 역
- 박영규 : 우남 스님 역
- 차인표 : 김 신부 역
- 신애 : 바실라 수녀 역
- 윤문식 : 동숙 할아버지 역
- 최주봉 : 경호 할아버지 역
- 김진태 : 순옥 할아버지 역
- 장항선 : 창수 할아버지 역
- 곽정욱 : 형우 역
- 이미소 : 미소 역
- 이준수 : 맹구 역

## 기타 사항
- 당초 이 영화의 출연배역중 '바실라 수녀'의 역할은 자우림의 김윤아가 맡는 것으로 예정됐으나, 김윤아의 콘서트 일정 외의 사정으로 인해서 신애가 낙점되었다.